# Yuan de Exame
O Yuan de Exame é o ramo da comissão de serviço civil, encarregado de validar a qualificação dos funcionários públicos do governo da República da China (Taiwan). Tem um Presidente, um Vice-Presidente e sete a nove membros, todos nomeados pelo Presidente da República e confirmados pelo Yuan Legislativo para mandatos de quatro anos de acordo com as leis da República da China.

## Estrutura organizacional

### Composição de membros
O Yuan de Exame consiste em um conselho com um presidente, um vice-presidente e 7 a 9 membros. Os líderes e membros são nomeados pelo Presidente da República e aprovados pelo Yuan Legislativo para mandatos de 4 anos. O 13º Yuan de Exame titular foi nomeado pela presidente Tsai Ing-wen em 28 de maio de 2020 e posteriormente confirmado pelo Yuan Legislativo em 10 de julho de 2020. Membros foram empossados em 1º de setembro de 2020 e seus mandatos expiram em 31 de agosto de 2024.
| Presidente      | Vice presidente |
| --------------- | --------------- |
| Huang Jong Tsun | Chou Hung Hsien |
| Membros         |                 |
| 9 membros       |                 |

### Agências
O Yuan de Exame tem quatro agências principais: 
- O Ministério do Exame (考選部), que administra exames para funcionários públicos e pessoal contratado.[5]
- Ministério da Função Pública (銓敘部), que supervisiona o pagamento, promoção e aposentadoria dos funcionários públicos.[5]
- Comissão de Proteção e Treinamento do Serviço Público (公務人員保障暨培訓委員會), que é responsável por treinar e proteger os direitos dos funcionários públicos.[6]
- Conselho Fiscal do Fundo de Pensões do Serviço Público (公務人員退休撫卹基金監理委員會)

## História

### Teoria constitucional
O conceito de Yuan de Exame é uma parte dos Três Princípios do Povo formulados por Sun Yat-sen, que foi inspirado pelo antigo sistema de exame imperial usado na China Imperial. É um dos cinco ramos do governo ("yuans") do Governo da República da China. Praticamente funciona como um ministério do Yuan Executivo, embora seus membros não possam ser removidos pelo Presidente ou Premier. 

### Estabelecimento e mudança para Taiwan

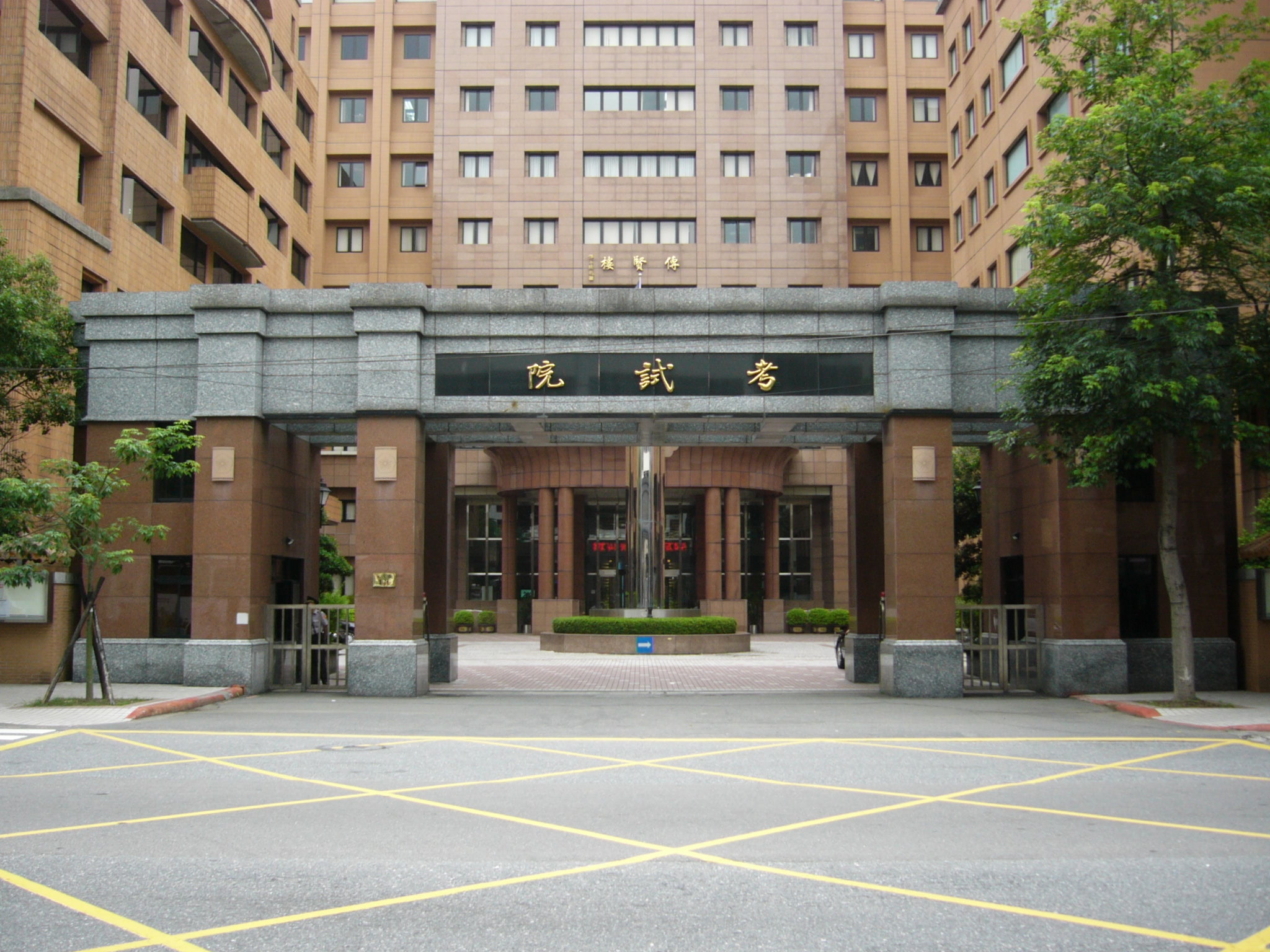
Edifício do Yuan de Exame em Wenshan, Taipei.

Após o fim da Expedição do Norte em 1928, o Governo Nacionalista montou o escritório preparatório do Yuan de Exame em outubro de 1928 em que a lei orgânica foi promulgada. Em maio de 1929, a sede do Yuan de Exame foi inaugurada em Kuankung e Templo Yueh Fei em Nanquim. Em janeiro de 1930, o Yuan de Exame e seus subordinados Comitê de Exame e Ministério da Função Pública foram formalmente estabelecidos. Em dezembro de 1937, a sede foi transferida temporariamente para Chungking durante a Segunda Guerra Sino-Japonesa. Após o fim da Segunda Guerra Mundial em 1945, a sede foi transferida de volta para Nanquim.
Em março de 1990, foi inaugurado o Edifício Yuheng do Yuan.

### Democratização
Durante a segunda revisão dos Artigos Adicionais da Constituição em 1992, os poderes de confirmação de seus membros foram transferidos do Yuan de Controle para o Yuan Legislativo, e os artigos relacionados ao seu papel como órgão de governo da China continental foram abolidos. Em 2019, o Yuan de Exame foi reduzido de 19 membros para entre 7 e 9, e os mandatos foram reduzidos de 6 anos para 4 para coincidir com as eleições presidenciais e legislativas.
Houve pedidos para abolir o Yuan de Exame (e o Yuan de Controle) pelo Partido Democrático Progressista, o Partido Popular de Taiwan e o Partido do Novo Poder. Lai Hsiang-ling, do Partido Popular de Taiwan, afirmou que os membros do Exame Yuan mantêm "nomeações de patronagem", pelas quais ganham renda externa além de seu salário habitual, inclusive ensinando em universidades na China continental. Além disso, as funções do Yuan de Exame são vistas como sobrepostas às do Yuan Executivo, e uma pesquisa online mostrou que cerca de metade dos entrevistados apoiou sua abolição. A presidente Tsai Ing-wen pediu que os dois Yuans fossem abolidos no congresso nacional do DPP em 2020;